# CEMAC Cup 2014
De CEMAC Cup 2014 was de negende editie van de CEMAC Cup. Eerder was dit toernooi bekend als het UDEAC kampioenschap. De CEMAC Cup is een toernooi voor landen uit Centraal-Afrika, die aangesloten zijn bij de CEMAC. Dit toernooi werd gehouden in Equatoriaal Guinee. Tsjaad won het toernooi voor de eerste keer door in de finale Congo-Brazzaville met 3–2 te verslaan. Kameroen werd derde.

## Deelnemers
Aan het toernooi deden zes teams mee, verdeeld over twee groepen (drie in groep A en drie in groep B). Van elke groep gingen de eerste twee door naar de volgende ronde (halve finale). De winnaars van de halve finales gingen naar de finale, de verliezers speelden om de derde en vierde plaats.
| Team                          | Ptn. | GS | W | G | V | GV | GT | DS |
| ----------------------------- | ---- | -- | - | - | - | -- | -- | -- |
| Equatoriaal-Guinea            | 4    | 2  | 1 | 1 | 0 | 4  | 0  | +4 |
| Kameroen                      | 4    | 2  | 1 | 1 | 0 | 1  | 0  | +1 |
| Centraal-Afrikaanse Republiek | 0    | 2  | 0 | 0 | 2 | 0  | 5  | −5 |

|                                    |                                                       |       |                 |                                                             |
| 1 december 2014 «onderlinge duels» | Equatoriaal-Guinea                                    | 4 – 0 | Centraal-Afrika | Estadio de Bata, Bata Scheidsrechter: Alhadi Allaou Mahamat |
| 1 december 2014 «onderlinge duels» | Ellong 5' Juvenal 35' (pen.) Bama 43' Rubén Darío 65' |       |                 | Estadio de Bata, Bata Scheidsrechter: Alhadi Allaou Mahamat |

|                                    |                |       |                 |                                                                  |
| 3 december 2014 «onderlinge duels» | Kameroen       | 1 – 0 | Centraal-Afrika | Estadio de Bata, Bata Scheidsrechter: Béranger Woungui Antsagara |
| 3 december 2014 «onderlinge duels» | Manga Mbah 22' |       |                 | Estadio de Bata, Bata Scheidsrechter: Béranger Woungui Antsagara |

|                                    |                    |       |          |                                                               |
| 6 december 2014 «onderlinge duels» | Equatoriaal-Guinea | 0 – 0 | Kameroen | Estadio de Bata, Bata Scheidsrechter: Messie Nkounkou Mvoutou |
| 6 december 2014 «onderlinge duels» |                    |       |          | Estadio de Bata, Bata Scheidsrechter: Messie Nkounkou Mvoutou |

| Team              | Ptn. | GS | W | G | V | GV | GT | DS |
| ----------------- | ---- | -- | - | - | - | -- | -- | -- |
| Congo-Brazzaville | 4    | 2  | 1 | 1 | 0 | 3  | 2  | +1 |
| Tsjaad            | 4    | 2  | 1 | 1 | 0 | 2  | 1  | +1 |
| Gabon             | 0    | 2  | 0 | 0 | 2 | 1  | 3  | −2 |

| · Bata Malabo Equatoriaal-Guinea   |                                            |
| Bata                               | Malabo                                     |
| Estadio de Bata Capaciteit: 35.000 | Nuevo Estadio de Malabo Capaciteit: 15.250 |
|                                    |                                            |

|                                    |                |       |                        |                                                                         |
| 1 december 2014 «onderlinge duels» | Gabon          | 1 – 2 | Congo-Brazzaville      | Nuevo Estadio de Malabo, Malabo Scheidsrechter: Joaquin Ela Esono Eyang |
| 1 december 2014 «onderlinge duels» | Ambourouet 13' |       | Bidimbou 31' Itoua 35' | Nuevo Estadio de Malabo, Malabo Scheidsrechter: Joaquin Ela Esono Eyang |

|                                    |                          |       |           |                                                                      |
| 4 december 2014 «onderlinge duels» | Congo-Brazzaville        | 1 – 1 | Tsjaad    | Nuevo Estadio de Malabo, Malabo Scheidsrechter: Jean-Marc Ganamandji |
| 4 december 2014 «onderlinge duels» | Mouanga Biassadila 45+1' |       | Ninga 33' | Nuevo Estadio de Malabo, Malabo Scheidsrechter: Jean-Marc Ganamandji |

|                                    |       |                  |        |                                                              |
| 7 december 2014 «onderlinge duels» | Gabon | 0 – 1            | Tsjaad | Nuevo Estadio de Malabo, Malabo Scheidsrechter: Antoine Effa |
| 7 december 2014 «onderlinge duels» |       | Ninga 73' (pen.) |        | Nuevo Estadio de Malabo, Malabo Scheidsrechter: Antoine Effa |

## Knock-outfase
|  | halve finale       | halve finale      |   |                      | finale               | finale |
|  |                    |                   |   |                      |                      |        |
|  | 9 december – Bata  |                   |   |                      |                      |        |
|  | Equatoriaal-Guinea | 0                 |   |                      |                      |        |
|  | Tsjaad             | 2                 |   |                      |                      |        |
|  |                    |                   |   |                      |                      |        |
|  |                    |                   |   |                      | 14 december – Bata   |        |
|  |                    |                   |   |                      | Tsjaad               | 3      |
|  |                    | Congo-Brazzaville | 0 |                      |                      |        |
|  |                    |                   |   |                      |                      |        |
|  |                    |                   |   |                      | derde plaats         |        |
|  | 9 december         | 9 december        |   | 12 december – Malabo | 12 december – Malabo |        |
|  | Congo-Brazzaville  | 2                 |   | Equatoriaal-Guinea   | 0 (6)                |        |
|  | Kameroen           | 0                 |   |                      | Kameroen             | 0 (7)  |

### Halve finale
|                                    |                    |                     |        |                                                                  |
| 9 december 2014 «onderlinge duels» | Equatoriaal-Guinea | 0 – 2               | Tsjaad | Estadio de Bata, Bata Scheidsrechter: Béranger Woungui Antsagara |
| 9 december 2014 «onderlinge duels» |                    | Leger 48' Ninga 86' |        | Estadio de Bata, Bata Scheidsrechter: Béranger Woungui Antsagara |

|                                    |                   |       |          |                                         |
| 9 december 2014 «onderlinge duels» | Congo-Brazzaville | 2 – 0 | Kameroen | Scheidsrechter: Joaquin Ela Esono Eyang |
| 9 december 2014 «onderlinge duels» | Bidimbou Binguila |       |          | Scheidsrechter: Joaquin Ela Esono Eyang |

### Troostfinale
|                                     |                    |       |          |                                 |
| 12 december 2014 «onderlinge duels» | Equatoriaal-Guinea | 0 – 0 | Kameroen | Nuevo Estadio de Malabo, Malabo |
| 12 december 2014 «onderlinge duels» |                    |       |          | Nuevo Estadio de Malabo, Malabo |
| 12 december 2014 «onderlinge duels» | Strafschoppen      |       |          | Nuevo Estadio de Malabo, Malabo |
| 12 december 2014 «onderlinge duels» | 6–7                |       |          | Nuevo Estadio de Malabo, Malabo |

### Finale
|                                     |                                      |       |                                  |                                                    |
| 14 december 2014 «onderlinge duels» | Tsjaad                               | 3 – 2 | Congo-Brazzaville                | Estadio de Bata, Bata Scheidsrechter: Antoine Effa |
| 14 december 2014 «onderlinge duels» | Leger 10' Leger 25' Ninga 59' (pen.) |       | Binguila 34' (pen.) Issambet 61' | Estadio de Bata, Bata Scheidsrechter: Antoine Effa |

| Winnaar CEMAC Cup 2014 |
| ---------------------- |
|                        |
| Tsjaad 1e titel        |

Congo-Brazzaville 2003 · Gabon 2005 · Equatoriaal-Guinea 2006 · Tsjaad 2007 · Kameroen 2008 · Centraal Afrikaanse Republiek 2009 · Congo-Brazzaville 2010 · Gabon 2013 · Equatoriaal-Guinea 2014